# Tarjánpuszta
Tarjánpuszta è un comune di 393 abitanti situato nella contea di Győr-Moson-Sopron, nell'Ungheria nordoccidentale.